# Stanisław Potocki (1837–1884)
Stanisław Wojciech Antoni Potocki, czasem Stanisław Wojciech lub Stanisław Antoni (ur. 5 maja 1837 w Tomaszpolu, zm. 21 stycznia 1884 w Krakowie) – współzałożyciel wraz z żoną Anną z Działyńskich Potocką uzdrowiska Rymanów-Zdrój. Wnuk generała Antoniego Potockiego.

## Życiorys
Ojcem jego był Przemysław Potocki (1805–1847), matką księżna Teresa Sapieha. Rodzice Stanisława byli względem siebie ciotecznym rodzeństwem. Matką Przemysława Potockiego była Róża Potocka a matką jego żony Teresy Sapieżanki – Idalia Potocka. Rodzone siostry, córki Stanisława Szczęsnego Potockiego i jego małżonki Józefy Amelii Mniszchówny. 
Uczestnik powstania 1863 r., po jego upadku był więziony w Kamieńcu Podolskim.
W 1872 r. Potocki podpisał kontrakt kupna Rymanowa. Gdy wiosną 1874 r. wybuchła epidemia cholery, Stanisław Potocki opiekował się chorymi. 16 sierpnia 1876 r. podczas spaceru Anny Potockiej z dziećmi, jeden z synków Józef Marian Potocki odkrył źródło lecznicze wody. Stanisław Antoni Potocki stał się współzałożycielem uzdrowiska Rymanów-Zdrój.
Wspólnie z żoną założył szkółkę rzeźbiarską dla chłopców, a następnie szkółkę koronkarską dla dziewcząt.
Stanisław Potocki ciężko zachorował i zmarł w Krakowie 21 stycznia 1884 roku w wieku 47 lat. Pochowany został w krypcie Lubomirskich w bazylice dominikańskiej w Krakowie.

## Potomstwo
Anna i Stanisław Potoccy poznali się w Dreźnie. W lecie 1865 r. odbyły się ich zaręczyny, a 6 lutego 1866 r. ślub. Mieli kilkoro dzieci:
- Jan Nepomucen Potocki (1867–1942) – właściciel dóbr Rymanów-Zdrój
- Józef Marian Potocki (1868–1918) – właściciel dóbr Rymanów-Zdrój, Komańcza, Antoniówka; żona Helena Maria Czarniecka
- Piotr Potocki (zmarł w roku urodzin 1870)
- Piotr II Potocki (1871–1874)
- Maria Potocka (1872–1961)
- Paweł Potocki (1874–1894)
- Cecylia Maria Potocka (1876–1962)
- Dominik Potocki (23 października 1877 Rymanów-Zdrój – 7 października 1939 Lwów)
- Antoni Tytus Potocki (4 stycznia 1880 Rymanów-Zdrój – 3 maja 1952 Kraków) – właściciel dóbr Olsza, ożeniony w 1909 r. z Krystyną Trzecieską (c. Jana Wojciecha Trzecieskiego h. Strzemię)